# Bandidus oppositus
Bandidus oppositus is een insect uit de familie van de mierenleeuwen (Myrmeleontidae), die tot de orde netvleugeligen (Neuroptera) behoort. 
Bandidus oppositus is voor het eerst wetenschappelijk beschreven door New in 1985.